# 迪德科特
迪德科特（Didcot）是英格蘭牛津郡的一個城鎮，位於牛津以南9英里（14）。2011年人口普查時，迪德科特有人口25,140人。